# Antics

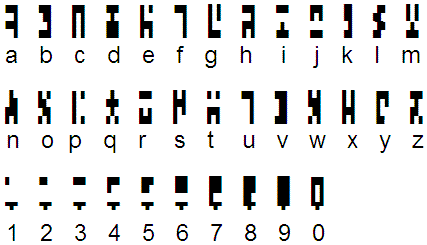
Alfabet dels antics

Els antics són una civilització fictícia de l'univers Stargate, constitueixen la raça més avançada mai coneguda i són els constructors de les portes estel·lars o "stargate". El seu nom original era alterans, evolucionaren en una galàxia llunyana a la Via Làctia fa milions d'anys. La civilització alterana va patir un cisma, dividint-se en dos grups, d'una banda els que creien ferventment que el seu nivell de desenvolupament es devia a la religió, i de l'altra, a la ciència, defensors de la tecnologia i la investigació. Els primers van formar els ori i els segons van prendre posteriorment el nom d'antics. La divisió d'aquesta espècie va suposar també, un intent d'atac entre les dues faccions, i no és clar quin grup va atacar primer.

## Idioma
Per a alguns el llenguatge dels antics pot ser la font del llatí terrestre, però el seu sistema d'escriptura no té cap anàleg amb idiomes de la Terra, al contrari del que passa amb les llengües goa'uld i asgard. Els caràcters de l'escriptura dels antics són quadrats amb forats. Els athosians, i possiblement altres civilitzacions humanes en la Galàxia Pegàs, diuen encara oracions en aquest idioma.